# Polibasita
La polibasita és un mineral de la classe dels sulfurs que pertany al grup de la pearceïta-polibasita de minerals. Rep el seu nom del grec polis, 'diversos', i basis, 'base', en al·lusió al seu múltiple contingut metàl·lic.

## Característiques
La polibasita és un sulfur de coure i argent. És soluble en HNO₃. Cristal·litza en el sistema monoclínic i acostuma a trobar-se en cristalls o en agregaments granulars compactes. Forma una sèrie de solució sòlida amb la pearceïta, en la qual la substitució gradual de l'antimoni per arsènic va donant els diferents minerals de la sèrie. També n'és isostructural amb aquesta espècie. A més dels elements de la seva fórmula, [(Ag, Cu)₆(Sb,As)₂S₇][Ag9CuS₄], sol portar com a impureses: arsènic i ferro. S'extreu en les mines i és usada com a mena important d'antimoni, plata i arsènic.

## Formació i jaciments
Es forma per alteració hidrotermal de baixa i mitjana temperatura en els filons de minerals d'argent. Sol trobar-se associada a altres minerals com: pirargirita, tetraedrita, estefanita, altres sulfosals de plata, acantita, or, quars, calcita, dolomita o barita. Als territoris de parla catalana tan sols ha estat descrita a la mina Atrevida, a la localitat de Vimbodí i Poblet (Conca de Barberà).